# 卡罗琳·拉林顿
卡罗琳·拉林顿 (英語：Carolyne Larrington，1959年—）是一位英国中世纪欧洲文学教授，现工作于牛津大学聖約翰學院，关注于中世纪女性的描绘，主要作品有《绿色人的土地：穿越不列颠群岛超自然景观之旅》（The Land of the Green Man : A Journey through the Supernatural Landscapes of the British Isles）、《北欧神话》（Norse Myths: A Guide to the Gods and Heroes）等。